# Galphimia
Galphimia es un género con especies de plantas con flores  perteneciente a la familia Malpighiaceae. Es originario de América desde México hasta Argentina. 

## Descripción
Son subarbustos, arbustos, ocasionalmente árboles pequeños. Las hojas comúnmente con glándulas; y estípulas intrapeciolares, libres. La inflorescencia se produce en forma de un pseudoracimo o panícula terminal, con bráctea florífera y bractéolas eglandulares.  Los pétalos amarillos o amarillos y rojos. El fruto partiéndose en 3 cocos secos, no alados, cada uno con 1 semilla.

## Taxonomía
El género fue descrito por Antonio José de Cavanilles  y publicado en Icones et Descriptiones Plantarum, quae aut sponte . . .  5: 61-62 en el año 1799. La especie tipo es Galphimia glauca Cav.

## Especies
| - Galphimia amambayensis C.E.Anderson - Galphimia angustifolia Benth. - Galphimia arenicola C. E. Anderson - Galphimia australis Chodat - Galphimia brasiliensis (L.) Adr.Juss. - Galphimia calliantha C. E. Anderson - Galphimia elegans Baill. - Galphimia floribunda C. E. Anderson - Galphimia glandulosa Cav. - Galphimia glauca Cav. - Galphimia gracilis Bartl. - Galphimia grandiflora Bartl. - Galphimia hirsuta Cav. - Galphimia langlassei (S.F.Blake) C. E. Anderson - Galphimia mexiae C. E. Anderson - Galphimia mirandae C. E. Anderson - Galphimia montana (Rose) Nied. - Galphimia multicaulis Adr. Juss. - Galphimia oaxacana C. E. Anderson - Galphimia paniculata Bartl. - Galphimia platyphylla Chodat - Galphimia radialis C. E. Anderson - Galphimia sessilifolia Rose - Galphimia speciosa C. E. Anderson - Galphimia tuberculata (Rose) Nied. - Galphimia vestita S.Watson |